# Horst Faber
Horst Faber foi um patinador artístico alemão, que competiu no individual masculino. Ele conquistou uma medalha de bronze em campeonatos mundiais, uma medalha de prata e uma de bronze em campeonatos europeus e foi nove vezes do campeonato nacional alemão.

## Principais resultados
| Resultados                                            | Resultados        | Resultados        | Resultados        | Resultados      | Resultados      | Resultados    | Resultados      | Resultados    | Resultados      | Resultados      | Resultados       | Resultados      | Resultados      | Resultados    |
| Internacional                                         | Internacional     | Internacional     | Internacional     | Internacional   | Internacional   | Internacional | Internacional   | Internacional | Internacional   | Internacional   | Internacional    | Internacional   | Internacional   | Internacional |
| Evento/Temporada                                      | 1936– 1937        | 1937– 1938        | 1938– 1939        | 1939– 1940      | 1940– 1941      |               | 1943– 1944      |               | 1946– 1947      | 1947– 1948      | 1948– 1949       | 1949– 1950      | 1950– 1951      |               |
| ----------------------------------------------------- | ----------------- | ----------------- | ----------------- | --------------- | --------------- | ------------- | --------------- | ------------- | --------------- | --------------- | ---------------- | --------------- | --------------- | ------------- |
| Campeonato Mundial                                    |                   | 4.º               | Medalha de bronze |                 |                 |               |                 |               |                 |                 |                  |                 |                 |               |
| Campeonato Europeu                                    | 8.º               | 4.º               | Medalha de bronze |                 |                 |               |                 |               |                 |                 | Medalha de prata |                 |                 |               |
| Nacional                                              |                   |                   |                   |                 |                 |               |                 |               |                 |                 |                  |                 |                 |               |
| Campeonato Alemão                                     | Medalha de bronze | Medalha de bronze | Medalha de ouro   | Medalha de ouro | Medalha de ouro |               | Medalha de ouro |               | Medalha de ouro | Medalha de ouro | Medalha de ouro  | Medalha de ouro | Medalha de ouro |               |
|                                                       |                   |                   |                   |                 |                 |               |                 |               |                 |                 |                  |                 |                 |               |
| Legenda: Competição não foi disputada nesta temporada |                   |                   |                   |                 |                 |               |                 |               |                 |                 |                  |                 |                 |               |